# كولن كينا
كولن كينا (بالإنجليزية: Colin Kenna) مواليد 28 يوليو 1976 في دبلن، جزيرة أيرلندا، هو ملاكم أيرلندي سابق صنّف ضمن فئة الوزن الثقيل.

## إحصائيات
خاض خلال مسيرته 32 نزالا، فاز في 17 وتعادل في 3 وخسر في 12. فاز بالضربة القاضية في 7 نزالا.

## روابط خارجية
- كولن كينا على موقع بوكس ريك (الإنجليزية) (registration required)